# Jakko Jakszyk
Michael Jakko Jakszyk, né Michael Lee Curran, le 8 juin 1958 à Londres, est un musicien britannique, chanteur et guitariste rock. Il a joué avec Level 42 et rejoint le groupe 21st Century Schizoid Band, avec Mel Collins, Ian McDonald et les frères Peter et Michael Giles, avant de jouer avec King Crimson en 2013. Avant cela, il a joué sur l'album A Scarcity of Miracles avec Robert Fripp, Tony Levin et Mel Collins.

## Discographie solo
- 1982 : Silesia
- 1994 : Mustard Gas and Roses
- 1997 : The Road to Ballina
- 2007 : The Bruised Romantic Glee Club
- 2009 : Waves Sweep the Sand